# 腺药豇豆
腺药豇豆（学名：Vigna adenantha）为豆科豇豆属下的一个种。

## 扩展阅读
- 維基物種上的相關：腺药豇豆